# Max Kruse (escultor)
Carl Max Kruse (14 de abril de 1854, Berlín - 26 de octubre de 1942, Berlín) fue un escultor alemán y miembro de la Secesión de Berlín. Su esposa fue la fabricante de muñecas y diseñadora Käthe Kruse.

## Biografía
De 1874 a 1877, atendió a la Universidad de Stuttgart, principalmente en arquitectura. También estudió arte y entró en la Academia de Arte Prusiana, donde sus profesores fueron Fritz Schaper y Albert Wolff, completando sus estudios en 1879. Su estatua Siegerbote von Marathon (El Mensajero de Maratón) le otorgó el premio "Prix-de-Rome" de la Academia Prusiana, que incluía un estipendio que le permitió realizar un viaje de estudios a Roma de 1881 a 1882.

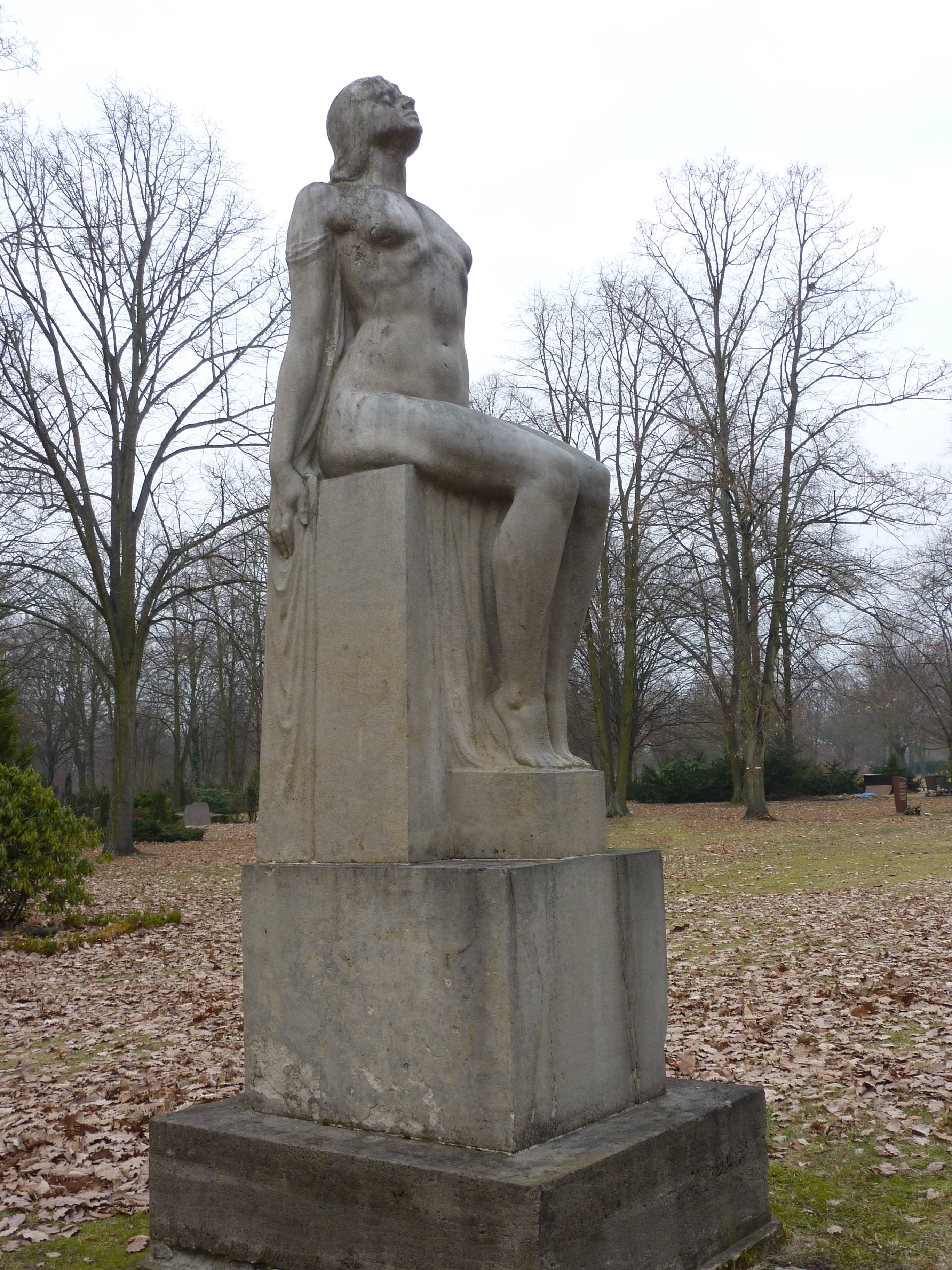
Perséfone.

También fue un inventor. Su Verfahren zur Vervollkommnung von Lithopanien (Método para la Perfección de Litofanías) y un Bildhauerkopiergerät (Copiador de Esculturas; aparentemente cierto tipo de puntómetro automatizado) fueron patentados en 1897. Para Max Reinhardt, diseñó uno de los primeros Cycloramas a partir de piezas y partes de plásticos.
En 1908, se unió a la Secesión de Berlín. Al año siguiente, contrajo matrimonio con su amante, Katharina (Käthe) Simon, que después se haría famosa como diseñadora de muñecas. Tuvieron siete hijos además de los cuatro que tenía de un anterior matrimonio. En 1913, se convirtió en miembro de la Academia Prusiana. Escribió un pequeño libro describiendo sus técnicas escultóricas y proponiendo de nuevas en 1925. Aunque hizo de Berlín su sede, viajó extensamente, pasando tiempo en el Monasterio de Hiddensee y Bad Kösen.
Su hijo más pequeño, también llamado Max, es un autor de libros infantiles. Una hija de su primer matrimonio, Annemarie von Jakimow-Kruse, se hizo pintora. 

## Obras destacadas

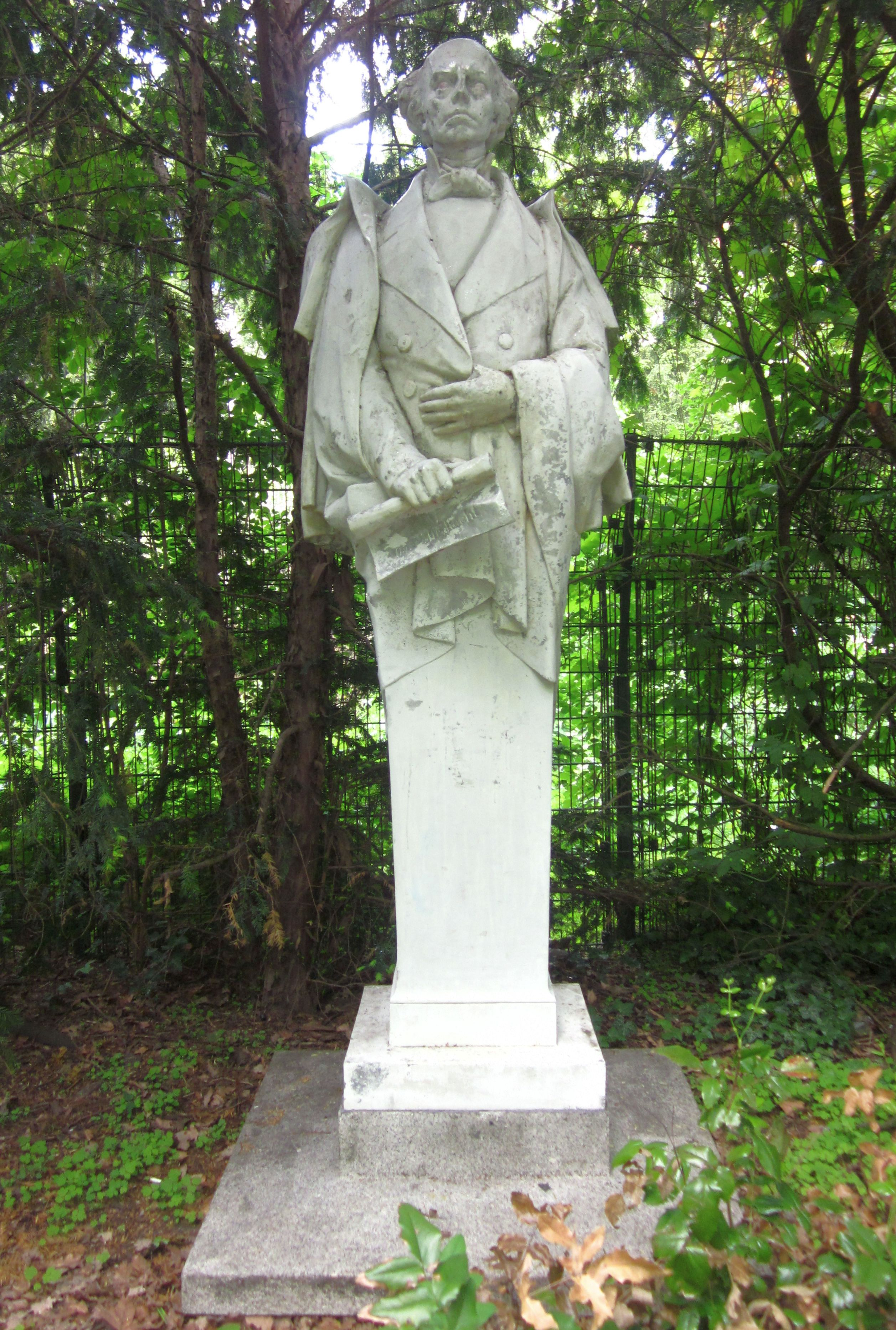
Herma de Ludwig Uhland.

- El Siegesbote von Marathon (Mensajero de Maratón), 1881, Original en la Alte Nationalgalerie. Pueden hallarse copias en el Teatro des Westens, Krefeld y otros lugares.
- Busto de Friedrich Nietzsche y herma de Ludwig Uhland para el Viktoriapark, 1900. Hoy, el Uhland original se halla en la Leibniz-Oberschule, Berlín.
- Varias figuras en el frontón del Teatro des Westens.
- Figura de Perséfone en el Parkfriedhof Neukölln, 1915.
- Grupo de figuras Junge Liebe (Amor juvenil), 1895/97.
- Monumento a Theodor Fontane, 1907, Neuruppin.

## Escritos
- Ein Weg zu neuer Form (Una camino a una nueva forma), que prefigura algunos rasgos de la escultura moderna, notablemente la obra de Henry Moore. Múnich, G. W. Dietrich (1925)